# Argyra inaequalis
Argyra inaequalis är en tvåvingeart som beskrevs av Van Duzee 1925. Argyra inaequalis ingår i släktet Argyra och familjen styltflugor. Inga underarter finns listade i Catalogue of Life.